# Mehdi Ghorbani
Mehdi Ghorbani (* 12. Januar 1988 in Teheran; persisch مهدی قربانی) ist ein iranischer Boxer.

## Leben
Mehdi Ghorbani nahm am Wettbewerb im Halbschwergewicht bei den Asienspielen 2006 teil und gewann die Bronzemedaille. Im Halbfinale unterlag er Dschahon Qurbonow aus Tadschikistan.
Seinen ersten Qualifikationskampf für die Olympischen Sommerspiele 2008 in Peking verlor Ghorbani gegen Zhang Xiaoping. Beim zweiten Qualifikationskampf konnte er sich für die Olympischen Spiele qualifizieren. In Peking unterlag er am 9. August 2008 Carlos Negrón aus Puerto Rico mit 4 zu 13 Punkten in der Vorrunde.
| Personendaten    | Personendaten    |
| ---------------- | ---------------- |
| NAME             | Ghorbani, Mehdi  |
| KURZBESCHREIBUNG | iranischer Boxer |
| GEBURTSDATUM     | 12. Januar 1988  |
| GEBURTSORT       | Teheran          |